# Edeltrud Posiles
Edeltrud Posiles, geborene Becher (* 4. Juni 1916 in Wien; † 23. Juli 2016 ebenda), war eine österreichische Gerechte unter den Völkern.

## Leben

### Familie und Begegnung mit Walter Posiles
Edeltrud Becher stammte aus einer gutbürgerlichen Wiener Familie. Ihr Vater war Kaufmann in der Eisenwarenbranche, ihre Mutter Hausfrau. Sie hatte noch eine zwei Jahre jüngere Schwester, Charlotte Becher (1918–2003). Becher besuchte zunächst das Realgymnasium, musste die Schule jedoch abbrechen, weil sich die wirtschaftliche Situation ihres Vaters durch die Weltwirtschaftskrise deutlich verschlechtert hatte. Nach dem Wunsch ihrer Eltern sollte Becher Innenarchitektin werden. Nach dem Schulabbruch besuchte Becher eine Schauspielschule in Wien, mit dem Ziel, eine Laufbahn als Schauspielerin einzuschlagen. Edeltrud Becher hatte jedoch bereits seit ihrer Jugend großes Interesse an Kunst und sie studierte später schließlich Kunstgeschichte und Bildhauerei.
1936 (nach anderen Quellen: im Frühjahr 1937) lernte Edeltrud Becher im Café Museum in Wien Walter Posiles (* 1897), einen in Wien lebenden tschechischen Staatsangehörigen, kennen. Er war Jude, 19 Jahre älter als Edeltrud Becher und führte in Wien eine Weingroßhandlung. 1938 verlobten sich Walter Posiles und Edeltrud Becher und wollten heiraten, jedoch war eine Eheschließung nach den sog. Nürnberger Gesetzen verboten. Nach dem Anschluss Österreichs im März 1938 floh Walter Posiles aus Österreich. Da er die tschechoslowakische Staatsbürgerschaft besaß, ging er zunächst nach Bratislava, später nach Prag. Becher und Posiles setzten ihre Beziehung trotz ihrer räumlichen Trennung fort. Posiles überquerte mehrere Male illegal die Grenze; Becher besuchte ihn in Bratislava.
1938 (nach anderen Quellen: Herbst 1939) wurde Edeltrud Becher wegen sog. „Rassenschande“ angezeigt. Sie flüchtete mit Hilfe von Walter Posiles nach Ungarn zu dessen Schwester Grete. Eine Freundin von Walter Posiles, Friederike Buchegger, die persönliche Kontakte zur Gestapo hatte, bewirkte schließlich über eine entfernte Bekannte die Vernichtung von Bechers Gestapoakte. Buchegger informierte Becher sofort nach der Beseitigung der Akte. Ende 1940 (nach anderen Quellen: 1941) kehrte Edeltrud Becher nach Wien zurück. Nach Bechers Rückkehr hielten Posiles und Becher weiterhin Kontakt zueinander. Posiles besuchte Becher zweimal heimlich in Wien. Für ihre Begegnungen stellten die Zwillingsschwestern Lydia Matouschek und Olga Holstein, zwei Tanten Bechers, ihnen ein Zimmer in ihrer Wohnung für jeweils acht Tage zur Verfügung.

### Rettungstaten
Im Juli 1942 erhielt Walter Posiles, gemeinsam mit seinen beiden Brüdern Hans und Ludwig, den Deportationsbefehl in das Ghetto Theresienstadt. Die Brüder Posiles täuschten daraufhin Suizid vor, hinterließen gefälschte Abschiedsbriefe, nahmen den Nachtzug und flohen gemeinsam nach Wien. Dort tauchten sie unter. Sie wurden von Edeltrud Becher und ihrer Schwester Charlotte Becher in der Dachwohnung von Friedrich Kun[t]z, Charlotte Bechers Verlobtem, im Wiener Bezirk Neubau, dem 7. Wiener Gemeindebezirk, Neustiftgasse 33, versteckt. Kun[t]z war als Soldat im Kriegseinsatz an der Front, sodass die Wohnung fast die ganze Zeit leerstand. Sobald Kun[t]z auf Urlaub war, mussten die drei Brüder von den Schwestern Becher in Ausweichquartieren untergebracht werden. Mit Walter Posiles und seinen beiden Brüdern lebte Edeltrud Becher fortan gemeinsam in der Wohnung. Mit ihrer Schwester Charlotte sorgte Edeltrud Becher für die ausreichende Versorgung mit Lebensmitteln für die drei Männer. Sie selbst brauchte immer nur einen Teil ihrer Lebensmittelration auf, fälschte Bezugsscheine und versuchte, Lebensmittel ohne Marken zu kaufen. Durch Retuschen reaktivierte sie ungültig gestempelte Lebensmittelmarken und konnte auf diese Weise die Lebensmittelrationen teilweise sogar verdoppeln. Unterstützung erfuhr Edeltrud Becher außerdem durch loyale Freunde und Bekannte, die Lebensmittelmarken sammelten; zu ihnen gehörte u. a. das Ehepaar Alois und Josephine Kreiner.
Im August 1942 erkrankte Walter Posiles an einer lebensgefährlichen Lungen- und Rippenfellentzündung. Mit der Hilfe von Charlotte Becher nahm Edeltrud Becher Kontakt mit dem jüdischen Arzt Ernst Pick auf, der Walter Posiles behandelte. Den Namen Picks hatte sie vorher durch Zufall auf einem Stück Papier in einer Luftschutzkiste gefunden. Kurz nach der Genesung von Walter Posiles erkrankte Edeltrud Becher an Scharlach. Während ihres Krankenhausaufenthaltes übernahm Charlotte Becher die komplette Versorgung der Brüder Posiles, obwohl sie sich auch um ihr kurz zuvor geborenes Kind kümmern musste.
Edeltrud Becher „adapierte“ (fälschte) außerdem „meisterhaft“ einen Personalausweis für Walter Posiles, welchen er bei Straßenkontrollen vorlegen konnte. Diesen Pass hatte er von Lydia Matouschek, einer von Edeltruds Tanten, erhalten. Es war der Pass eines 1940 verstorbenen Künstlers und Bekannten Matouscheks, den diese als Andenken aufbewahrt hatte. Der Verstorbene war, wie Walter Posiles, tschechoslowakischer Staatsbürger und vom Kriegsdienst befreit gewesen. Mit diesem gefälschten Pass konnte sich Walter Posiles weitgehend unbehelligt in Wien bewegen. Kurz vor Kriegsende versteckten sich Edeltrud Becher und Walter Posiles im Haus eines Freundes von Walter Posiles, der zwar überzeugter Nationalsozialist, jedoch kein Parteimitglied war, in einer Villa in Perchtoldsdorf. Dort erlebten Becher und Posiles das Kriegsende.

### Arbeitsdienst und Widerstand
Edeltrud Becher hatte zunächst über längere Zeit versucht, den Arbeitsdienst für Frauen zu umgehen, meldete sich schließlich jedoch bei der Elektrofirma Pervesler in der Kirchengasse im 7. Gemeindebezirk Neubau, die für die Rüstungsindustrie arbeitete und Scheinwerfer für Panzer herstellte. Durch Sabotage konnte Posiles die Produktion in der Firma gelegentlich verzögern. Edeltrud Becher verfasste und stellte Flugblätter gegen die Nationalsozialisten her. Sie, Charlotte Becher und die drei Brüder Posiles schrieben Spottsprüche und Parolen, die sie mit gummierten Streifen an Scheiben, Hydranten und sonstige öffentliche Einrichtungen an stark besuchten Orten klebten. Außerdem betrieben sie weitere Sabotage-Aktionen, u. a. durch das Auslegen von Reißnägeln auf kriegswichtigen Straßen und das Kappen von Telefonleitungen der Wehrmacht in Baden bei Wien.

### Nachkriegszeit
Nach dem Ende des Zweiten Weltkriegs heirateten Edeltrud Becher und Walter Posiles 1947 in Wien. Edeltrud Posiles arbeitete zunächst einige Jahre in der Weingroßhandlung ihres Ehemannes mit. Ab 1946 studierte sie in Wien Bildhauerei an der Akademie der bildenden Künste Wien; ihre Lehrer waren u. a. Fritz Wotruba und Herbert Boeckl. Ende der 1950er Jahre setzte sie ihr Studium an der Akademie für angewandte Kunst fort. 1962 (nach anderen Quellen: 1966) wurde die Ehe von Walter und Edeltrud Posiles geschieden; sie blieben jedoch freundschaftlich miteinander verbunden. Ab 1967 arbeitete Posiles als Sekretärin beim Internationalen Zivildienst. Anschließend arbeitete sie bis 1984 als Bibliothekarin bei den Wiener Städtischen Büchereien. 1985 ging sie in Ruhestand. Nach der Pensionierung absolvierte sie ein Hochschulstudium in den Fächern Kunstgeschichte und Archäologie, das sie als Magistra abschloss. Sie unternahm ausgedehnte Reisen. Im Alter von 92 Jahren fuhr sie allein nach Indien und Nepal und machte einen Rundflug über den Himalaya.
Posiles wohnte lange Jahre in Rudolfsheim-Fünfhaus, im 15. Wiener Gemeindebezirk. Seit 2010 lebte sie im Maimonides-Zentrum, dem Jüdischen Altersheim in Wien, in der Leopoldstadt, dem 2. Wiener Gemeindebezirk. Sie war eine der letzten österreichischen Gerechten unter den Völkern.

### Rezeption und Nachwirkung
In der Zeit des Nationalsozialismus gehörte Edeltrud Becher zu den circa 3.400 Menschen, die in Österreich Juden Hilfe geleistet und diese unterstützt haben. Becher war sich des Risikos bewusst, das sie durch ihre Beziehung zu Walter Posiles und durch ihre Rettungsaktionen auf sich nahm. Sie hatte jedoch nie Zweifel an der Notwendigkeit ihrer Rettungstat. Sie trug immer Gift in Form von Zyankali bei sich, um sich im Bedarfsfall einer Verhaftung durch Selbstmord zu entziehen. Bechers aktive Rettungsaktion umfasste einen Zeitraum von gut zweieinhalb Jahren vom Sommer 1942 bis Anfang 1945. Becher baute ein Netzwerk aus Familienangehörigen, Freunden, Bekannten und weiteren Helfern auf, die die verschiedenen Rettungsaktionen überhaupt erst ermöglichten. Nach eigenen Aussagen Bechers waren insgesamt 12 Personen von ihrer Rettungsaktion für Walter Posiles und dessen Brüder informiert.
Am 26. Oktober 1978 wurde Edeltrud Posiles von der israelischen Holocaust-Gedenkstätte Yad Vashem der Titel Gerechte unter den Völkern zuerkannt.
Seit den 1980er Jahren trat Posiles in österreichischen und deutsche Medien als Zeitzeugin auf. 2005 strahlte der ORF den Film von Helene Maimann Die Sterne verlöschen nicht aus, in dem Bechers persönliche Geschichte erzählt und aufgearbeitet wurde.
2010 übergab sie ihre persönlichen Aufzeichnungen, Fotos, Dokumente zur Geschichte der Familie Posiles und ihrer eigenen Familie, eine genaue Dokumentation der Rettungsaktion für die drei Brüder Posiles sowie Zeichnungen und Skizzen aus ihrem künstlerischen Schaffen zur Aufbewahrung an das Wiener Stadt- und Landesarchiv. Anlässlich ihres bevorstehenden 95. Geburtstags im Juni 2011 fand im Frühjahr 2011 in Wien eine Ausstellung statt, die das Leben von Edeltrud Posiles darstellte.

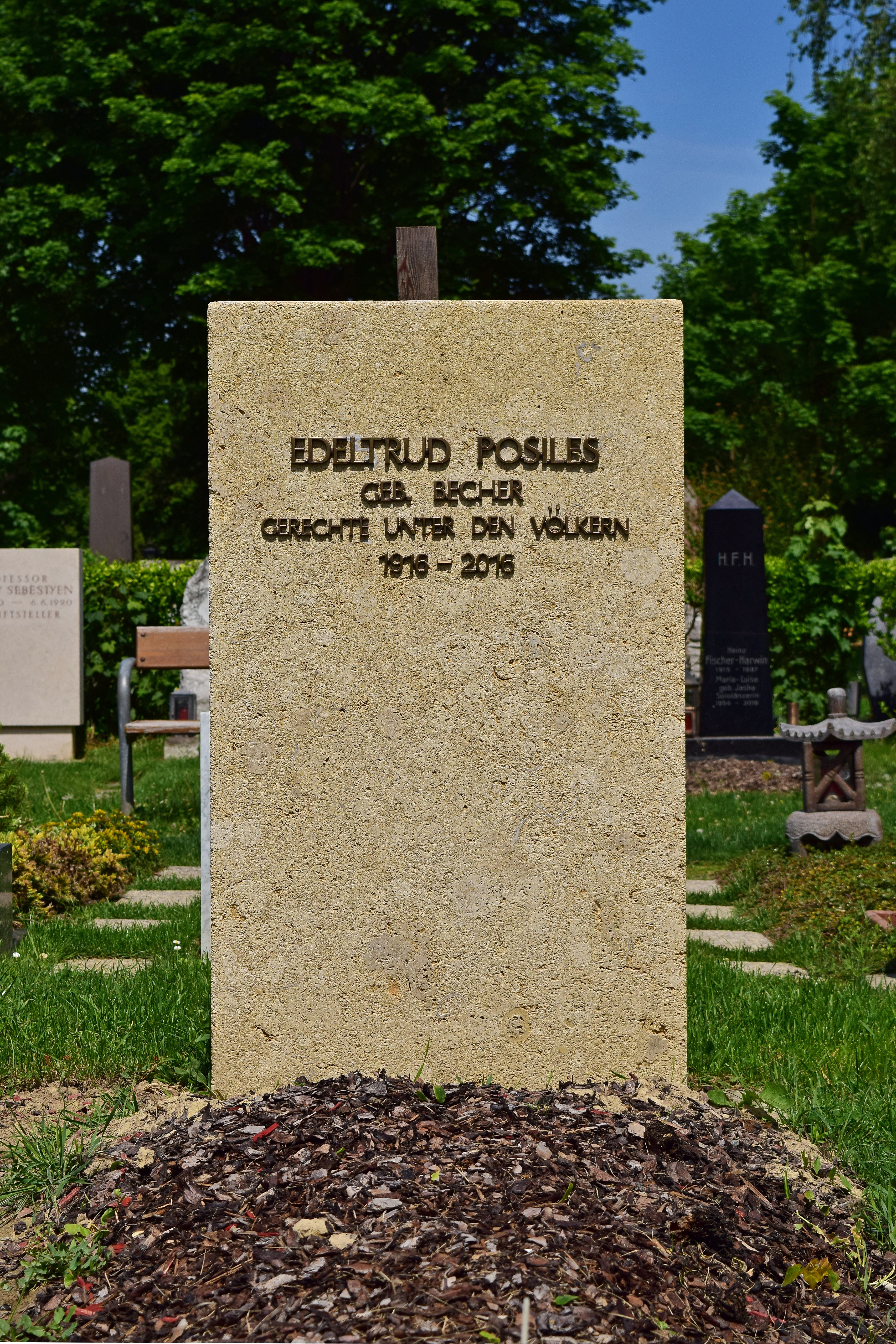
Grab von Edeltrud Posiles am Wiener Zentralfriedhof

Posiles wurde am Wiener Zentralfriedhof in einem ehrenhalber gewidmeten Grab beigesetzt.